# 江南市立北部中学校
江南市立北部中学校（こうなんしりつ ほくぶちゅうがっこう）は、愛知県江南市村久野町にある公立中学校。通称「江南北中」または「北中」（ほくちゅう）。

## 概要
- 校区は、江南市立古知野北小学校校区（中般若町、般若町、勝佐町、和田町、山尻町、江森町、高屋町大松原の一部）の全域、江南市立草井小学校校区（鹿子島町、小杁町、慈光堂町、小脇町、草井町、村久野町北東部）の全域、及び江南市立門弟山小学校校区の一部（村久野町南部。門弟山校区の過半は古知野中学の校区）の児童が進学する[1]。旧草井村のうち村久野町西部（江南団地近隣）は藤里小学校及び宮田中学校の校区となる。

江南市立古知野中学校の生徒数の増加と学校規模の調整（旧古知野町は小学校4校に対し中学1校であった）のために、古知野北小学校の校区を古知野中学校区から分離し、旧来の草井中学校校区（草井小学校校区のみ）と合わせた校区再編（古知野中学は3小学校で中学1校、北部中学は2小学校で中学1校）で移転新設された中学校である。なお古知野中学校はその後も生徒数増加により、江南市立西部中学校を分離開校している。

## 沿革
江南市立北部中学校は草井小学校校区（旧草井村全域）に古知野北小学校校区を加え、新設した中学校である（草井中学と古知野中学の学区調整に伴う新築移転及び改称）。開校年は1964年であるが、ここでは前身である江南市立草井中学校についても記述する。
- 1947年（昭和22年）
  - 4月1日 - 葉栗郡草井村に草井村立草井中学校として開校。草井村立草井小学校南校舎、製糸工場、小杁村公民館を仮校舎とする。
  - 4月18日 - 開校式を行う。
- 1948年（昭和23年）1月31日 - 草井小学校の東（隣地）に校舎（木造2階建）が完成する。
- 1954年（昭和29年）6月1日 - 丹羽郡古知野町、布袋町、及び葉栗郡宮田町・草井村が合併し、江南市が発足。同時に江南市立草井中学校に改称する。
- 1964年（昭和39年）4月1日 - 草井小学校、古知野北小学校を校区として、江南市立北部中学校が開校。同時に草井中学校を廃校。校舎未完成のため、旧・草井中学校舎を仮校舎とし、草井小学校校区の生徒は旧・草井中学校、古知野北小学校校区の生徒は古知野中学校で授業を行う。
- 1965年（昭和40年）
  - 2月21日 - 現在地に校舎（本館・鉄筋コンクリート造3階建）が完成する。旧草井中学の木造校舎・校地は隣地の草井小学校に継承される。（木造校舎はその後取り壊し）
  - 4月1日 - 新しい校舎での授業を開始する。
- 1974年（昭和49年） - 管理棟が完成する。
- 1975年（昭和50年） - プールが完成する。
- 1977年（昭和52年） - 管理棟、本館を増築する。
- 1980年（昭和55年） - 特別教室を増築する。
- 1984年（昭和59年） - 北舎（鉄筋コンクリート造2階建）が完成する。

## 交通アクセス
- 名鉄バス江南・病院線「村久野新開」バス停より徒歩約8分。

名鉄犬山線江南駅から81・82系統「すいとぴあ江南」行。
名鉄犬山線布袋駅から82系統「すいとぴあ江南」行。
- 名鉄バス江南団地D線・E線「村久野小村」バス停より徒歩約12分。

名鉄犬山線江南駅から76系統 「江南団地」（ヴィアモール前（アピタ江南西店）経由）行。
名鉄犬山線江南駅から77系統 「江南厚生病院」（ヴィアモール前、江南団地経由）行。

## 周辺施設
- 江南市立草井小学校
- 江南市立古知野北小学校
- 愛知江南短期大学
- ドン・キホーテ江南店
- すいとぴあ江南 （市営の研修・宿泊施設）
- 江南厚生病院
- 愛岐大橋
- 木曽川
- KTXアリーナ（江南市体育館）